# Baldhead Slick & Da Click
Baldhead Slick & Da Click è il quarto album del rapper statunitense Guru. Pubblicato il 25 settembre 2001, l'album è distribuito dalla label Landspeed. Partecipa all'album anche Ice-T, mentre tra i producer spiccano DJ Premier, Peter Rock e The Alchemist.
| Recensione | Giudizio |
| ---------- | -------- |
| AllMusic   | [ 1 ]    |

## Tracce
1. Where's Our Money?! – 3:24 (musica: Biggest Gord)
2. Back 2 Back (Mendoughza) – 2:59 (musica: DJ Premier)
3. Rollin' Dolo (featuring Ed OG, Big Shug & Krumbsnatcha) – 3:56 (musica: Agallah)
4. No Surviving – 3:31 (musica: DJ Yutaka & Guru)
5. Underground Connections (Ice-T & Suspectz) – 4:37 (musica: E-Boogie)
6. Niggaz Know (featuring Treach, Kaeson & Gold D) – 4:03 (musica: P.F. Cuttin')
7. In Here (featuring Timbo King, Killah Priest & Black Jesus) – 4:34 (musica: The Alchemist)
8. The Come Up (featuring Kapital Gainz & Kreem.Com) – 3:39 (musica: Adam West)
9. Cry – 3:31 (musica: Ayatollah)
10. O.G. Talk (featuring Tef & Don Parmazhane) – 4:08 (musica: Divine)
11. Pimp Shit (featuring Kaeson & Kreem.Com) – 4:56 (musica: Pete Rock)
12. Never Ending Saga (Lae D-Trigga & Bless) – 4:19 (musica: Guru & G-Flexx)
13. War Tactics (featuring New Child, James Gotti & Hussein Fatal) – 4:26 (musica: Stoupe the Enemy of Mankind)
14. Collectin' Props (featuring Killa Kaine, Mr. Moe & Pete Powers) – 3:24 (musica: The Alchemist)
15. Revolutionist (featuring Squala Orphan & Blick Street) – 3:37 (musica: J-Love)
16. No Grease (featuring Mendoughza, New Child & Lae D-Trigga) – 3:37 (musica: DJ Spinna)
17. How You Gonna Be a Killa? (featuring Smitty) – 3:31 (musica: Smitty)
18. Stay Outta My Face (featuring Big Shug & H.Stax) – 2:50 (musica: The Committee)
19. The Anthem – 3:01 (musica: DJ Roach)

Durata totale: 72:03